# Französische Rugby-Union-Meisterschaft 1938/39
Die Saison 1938/39 war die 43. Austragung der französischen Rugby-Union-Meisterschaft (französisch Championnat de France de rugby à XV). Sie umfasste 42 Mannschaften in der ersten Division (heutige Top 14).
Die Meisterschaft begann mit der Gruppenphase, bei der in sechs Gruppen je sieben Mannschaften aufeinander trafen. Jeweils die Erst- und Zweitplatzierten qualifizierten sich für die Finalphase, ebenso die vier besten Drittplatzierten. Es folgten Achtel-, Viertel- und Halbfinale. Im Endspiel, das am 30. April 1939 im Stade des Ponts-Jumeaux in Toulouse stattfand, trafen die zwei Halbfinalsieger aufeinander und spielten um den Bouclier de Brennus. Dabei setzte sich Biarritz Olympique gegen die USA Perpignan durch und errang zum zweiten Mal den Meistertitel.

## Gruppenphase
|    | Team          | Siege | Unent. | Ndlg. | Spiel- punkte | Diff. | Tabellen- punkte |
| -- | ------------- | ----- | ------ | ----- | ------------- | ----- | ---------------- |
| 1. | USA Perpignan | 5     | 1      | 0     | 42:15         | + 27  | 17               |
| 2. | RC Toulon     | 4     | 1      | 1     | 39:10         | + 29  | 15               |
| 3. | SO Avignon    | 3     | 1      | 2     | 28:21         | + 7   | 13               |
| 4. | CS Vienne     | 2     | 2      | 2     | 34:34         | ± 0   | 12               |
| 5. | Stade Pézenas | 2     | 2      | 2     | 30:28         | + 2   | 12               |
| 6. | AS Béziers    | 1     | 0      | 5     | 15:48         | − 33  | 8                |
| 7. | FC Lézignan   | 0     | 1      | 5     | 11:43         | − 32  | 7                |

|    | Team               | Siege | Unent. | Ndlg. | Spiel- punkte | Diff. | Tabellen- punkte |
| -- | ------------------ | ----- | ------ | ----- | ------------- | ----- | ---------------- |
| 1. | Biarritz Olympique | 5     | 0      | 1     | 60:21         | + 39  | 16               |
| 2. | CA Périgueux       | 4     | 1      | 1     | 38:13         | + 25  | 15               |
| 3. | US Tyrosse         | 4     | 0      | 2     | 34:15         | + 19  | 14               |
| 4. | Stade Toulousain   | 4     | 0      | 2     | 57:32         | + 25  | 14               |
| 5. | CA Bègles          | 1     | 1      | 4     | 14:37         | − 23  | 9                |
| 6. | UA Gujan-Mestras   | 0     | 3      | 3     | 7:42          | − 35  | 9                |
| 7. | AS Tarbes          | 0     | 1      | 5     | 15:65         | − 50  | 7                |

|    | Team                  | Siege | Unent. | Ndlg. | Spiel- punkte | Diff. | Tabellen- punkte |
| -- | --------------------- | ----- | ------ | ----- | ------------- | ----- | ---------------- |
| 1. | AS Montferrand        | 4     | 2      | 0     | 65:11         | + 54  | 16               |
| 2. | SU Agen               | 4     | 0      | 2     | 37:18         | + 19  | 14               |
| 3. | SC Decazeville        | 3     | 1      | 2     | 17:22         | − 5   | 13               |
| 4. | Stade Aurillacois     | 3     | 0      | 3     | 17:21         | − 4   | 12               |
| 5. | CA Brive              | 2     | 1      | 3     | 18:26         | − 8   | 11               |
| 6. | Paris Université Club | 2     | 0      | 4     | 30:56         | − 26  | 10               |
| 7. | UA Libourne           | 1     | 0      | 5     | 11:41         | − 30  | 8                |

|    | Team             | Siege | Unent. | Ndlg. | Spiel- punkte | Diff. | Tabellen- punkte |
| -- | ---------------- | ----- | ------ | ----- | ------------- | ----- | ---------------- |
| 1. | Aviron Bayonnais | 6     | 0      | 0     | 97:14         | + 83  | 18               |
| 2. | SC Tulle         | 4     | 1      | 1     | 47:42         | + 5   | 15               |
| 3. | AS Soustons      | 3     | 1      | 2     | 28:18         | + 10  | 13               |
| 4. | Stade Bordelais  | 3     | 0      | 3     | 36:38         | − 2   | 12               |
| 5. | Stade Nantais    | 2     | 1      | 3     | 9:18          | − 9   | 11               |
| 6. | SC Angoulême     | 1     | 1      | 4     | 12:41         | − 29  | 9                |
| 7. | US Carcassonne   | 0     | 0      | 6     | 14:72         | − 58  | 6                |

|    | Team                 | Siege | Unent. | Ndlg. | Spiel- punkte | Diff. | Tabellen- punkte |
| -- | -------------------- | ----- | ------ | ----- | ------------- | ----- | ---------------- |
| 1. | Saint-Girons SC      | 4     | 0      | 2     | 35:22         | + 13  | 14               |
| 2. | Boucau Stade         | 4     | 0      | 2     | 28:38         | − 10  | 14               |
| 3. | US Thuir             | 3     | 1      | 2     | 40:28         | + 12  | 13               |
| 4. | Section Paloise      | 2     | 2      | 2     | 31:23         | + 8   | 12               |
| 5. | Stadoceste Tarbais   | 2     | 1      | 3     | 34:35         | − 1   | 11               |
| 6. | Saint-Jean-de-Luz OR | 2     | 0      | 4     | 13:45         | − 32  | 10               |
| 7. | AS Bayonne           | 2     | 0      | 4     | 40:30         | + 10  | 10               |

|    | Team                  | Siege | Unent. | Ndlg. | Spiel- punkte | Diff. | Tabellen- punkte |
| -- | --------------------- | ----- | ------ | ----- | ------------- | ----- | ---------------- |
| 1. | FC Grenoble           | 4     | 1      | 1     | 47:9          | + 38  | 15               |
| 2. | Racing Club de France | 4     | 1      | 1     | 21:12         | + 9   | 15               |
| 3. | Lyon OU               | 2     | 3      | 1     | 15:12         | + 3   | 13               |
| 4. | CS Lons-le-Saulnier   | 3     | 1      | 2     | 26:19         | + 7   | 13               |
| 5. | US Métro              | 2     | 1      | 3     | 28:37         | − 9   | 11               |
| 6. | Stade Dijonnais       | 1     | 1      | 4     | 14:48         | − 34  | 9                |
| 7. | RC Chalon             | 1     | 0      | 5     | 13:27         | − 14  | 8                |

## Finalphase

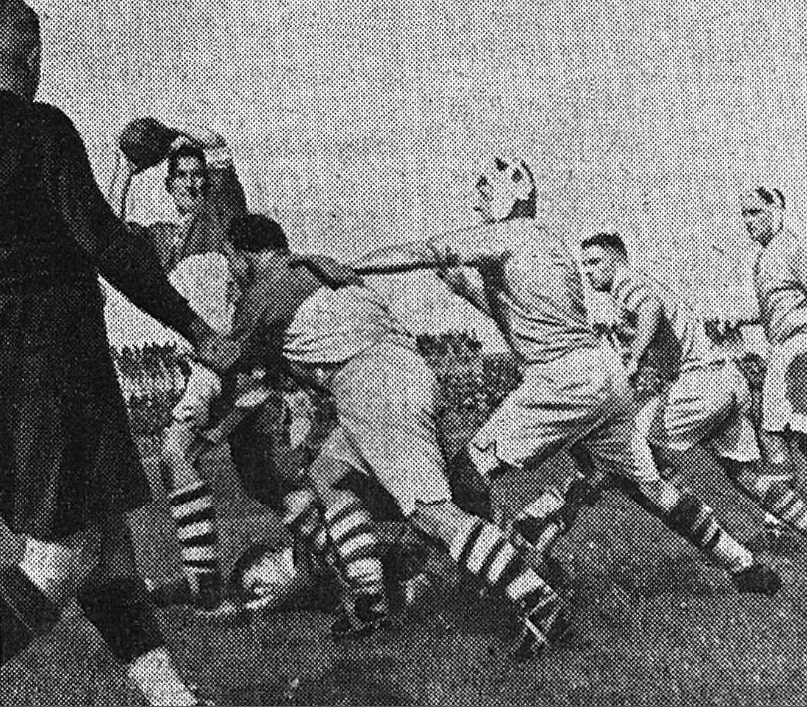
Spielszene aus dem Finale

### Achtelfinale
| Datum         | Begegnung                            | Ergebnis |
| ------------- | ------------------------------------ | -------- |
| 19. März 1939 | Aviron Bayonnais – Lyon OU           | 09:0     |
| 19. März 1939 | USA Perpignan – US Tyrosse           | 13:11    |
| 19. März 1939 | AS Montferrand – AS Soustons         | 11:10    |
| 19. März 1939 | Biarritz Olympique – US Thuir        | 07:0     |
| 19. März 1939 | Boucau Stade – FC Grenoble           | 04:03    |
| 19. März 1939 | SU Agen – Saint-Girons SC            | 03:0     |
| 19. März 1939 | RC Toulon – SC Tulle                 | 06:03    |
| 19. März 1939 | Racing Club de France – CA Périgueux | 14:13    |

### Viertelfinale
| Datum         | Begegnung                             | Ergebnis |
| ------------- | ------------------------------------- | -------- |
| 2. April 1939 | SU Agen – Boucau Stade                | 09:5     |
| 2. April 1939 | Biarritz Olympique – AS Montferrand   | 05:3     |
| 2. April 1939 | USA Perpignan – Racing Club de France | 03:0     |
| 2. April 1939 | RC Toulon – Aviron Bayonnais          | 13:0     |

### Halbfinale
| Datum          | Begegnung                      | Ergebnis |
| -------------- | ------------------------------ | -------- |
| 16. April 1939 | USA Perpignan – SU Agen        | 14:6     |
| 16. April 1939 | Biarritz Olympique – RC Toulon | 07:0     |

### Finale
| 30. April 1939 | Biarritz Olympique    | 6 : 0 n. V. | USA Perpignan | Stade des Ponts-Jumeaux, Toulouse Zuschauer: 23.000 Schiedsrichter: Paul Bergès |
| 30. April 1939 | Versuche: Sorondo (2) | Bericht     |               | Stade des Ponts-Jumeaux, Toulouse Zuschauer: 23.000 Schiedsrichter: Paul Bergès |

Aufstellungen
Biarritz Olympique: Roger Boubé, Francis Daguerre, Alfred Guiné, Gabriel Haget, Henri Haget, Louis Hatchondo, André Henon, Etienne Ithurra, Louis Lascaray, Auguste Lassalle, Jean Leguay, Fernand Muniain, Pierre Pastor, Rémi Sallenave, Henri Sorondo
USA Perpignan: André Abat, Lucien Boulé, Noël Brazès, Jean Calvet, Henri Gras, Joseph Henric, Gilbert Lavail, Marcel Llary, Hubert Marty, Sauveur Moly, Camille Monceau, Joseph Pagès, Jacques Palat, Paul Porical, Frédéric Trescazes